# Capçanes
Capçanes és el poble i municipi més meridional de la comarca del Priorat.
Limita a l'oest amb els Guiamets, al nord i nord-est amb Marçà, tots dos del Priorat. A llevant, limita amb Colldejou, del Baix Camp, i al sud i ponent amb el gran terme de Tivissa, de la Ribera d'Ebre, del qual havia format part temps enrere.

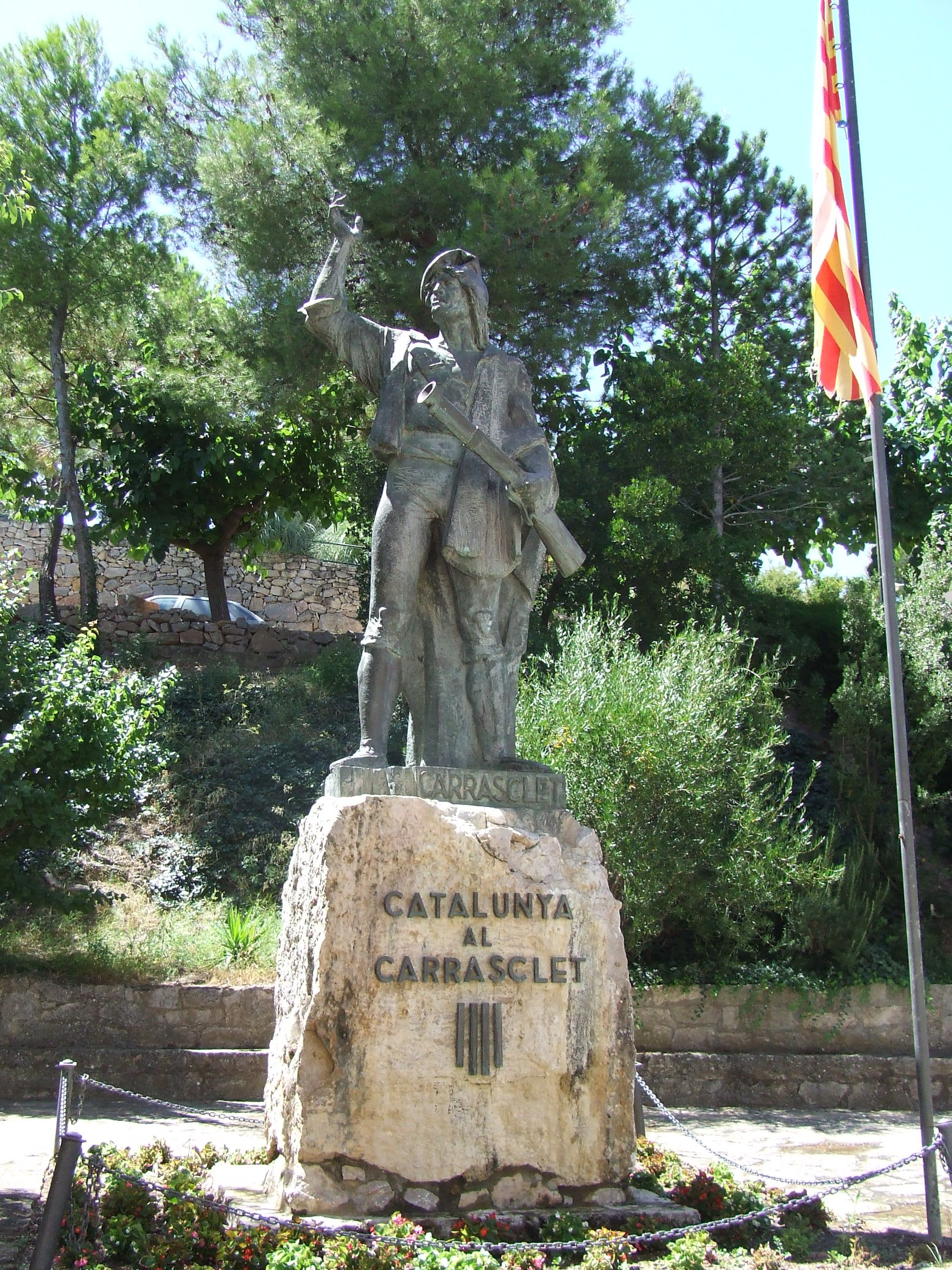
Monument a Carrasclet

És el poble natal del famós soldat i guerriller antiborbònic Pere Joan Barceló, més conegut com a Carrasclet, que va participar activament en la Guerra de Successió i es va mantenir en la clandestinitat i en la resistència un cop acabada aquesta guerra, fins que es va exiliar a Viena, on va romandre fins a la seva mort, servint l'emperador Carles.

## Etimologia
No es tracta dels topònims més antigament documentats de la comarca, ja que aquest data només del segle xv. Molt probablement és un derivat ja romànic de la paraula "cap" (del llatí "caput").
En efecte, ja en català tardomedieval existia el verb "capçar", que, entre altres coses, significava -i significa encara- "Col·locar lloses o pedres grosses planes (damunt les parets divisòries d'horts, de patis, etc.)". És molt probable que el nom del poble tingui molt a veure amb aquest significat, atesa la seva situació geogràfica.
També hi ha qui diu que el nom de Capçanes prové del fet que entre la població no hi havia gairebé cap malalt, tret d'alguns casos aïllats i que la gent de Capçanes era àgil i forta.

## Geografia
- Llista de topònims de Capçanes (Orografia: muntanyes, serres, collades, indrets..; hidrografia: rius, fonts...; edificis: cases, masies, esglésies, etc).

Termes municipals limítrofs:
| Els Guiamets            | Marçà                   |                       |
| Tivissa (Ribera d'Ebre) |                         | Colldejou (Baix Camp) |
|                         | Tivissa (Ribera d'Ebre) | Colldejou (Baix Camp) |

El terme municipal té 22,21 km² d'extensió i aproximadament 450 habitants. Està situat al sud de la comarca del Priorat, en contacte amb Tivissa -(Ribera d'Ebre, SE) Colldejou -(Baix Camp, NE), Guiamets, Marçà (N). El poble és a 223 metres d'altitud en una vall encerclada per la serra de l'Espasa al N, Picotxa (496) i Montalt (760) al S, el Pinar dels Flares (349) al S i el cingle del Toró a llevant. Diversos barrancs com el de les Pedrenyeres, de les Taules, de Llúdriga, del Fondo, de la Vall, de Malella, i de Ricorb, tots de la conca del riu Siurana i que conflueixen en una bona part a la riera de Capçanes o riera de la Vall.
En aquesta riera es troba l'avenc de la Fou, un brollador que d'entrada té un ràpid pendent i, als quinze metres de profunditat, hi ha un estany, el qual en temps de pluges sobreïx i dona una meravellosa vista al paisatge. És a dues hores a peu de la població.
En equipaments: poliesportiu, piscina i Casal Cultural. Es pot menjar alguna cosa en els bars de la població "Bar Neus" i "Casal".
El terme municipal es vertebra a partir de la Riera de Capçanes i de tot un conjunt de torrents que en formen la capçalera. Just a ponent del poble, aquesta riera forma la cua del pantà dels Guiamets, des d'on s'adreça cap al nord-oest per afluir en el riu de Siurana. La Riera de Capçanes neix dins del terme de Marçà, ran mateix del termenal municipal, i de seguida que entra en el terme capçanenc rep la riera de Marçà. Un cop ja a dins de Capçanes, tot de barrancs aflueixen per l'esquerre, des del sud i sud-oest: el de les Taules, el del Cocó del Mas, el de la Llúdriga, el dels Arcs, el del Tellino, el de la Vall, que en rep uns quants, en la seva ampla capçalera (el del Jordi, el Fondo, el del Mas del Quelàs, el de la Fou, el de Portadeix, el del Ramer, el del Collet i el de la Canyera), i, finalment, el de les Malelles, que ja aboca en el pantà dels Guiamets. Per la dreta, molt més plana, només rep el barranc de les Pedrenyeres, que s'ajunta amb el dels Marmellans.
La Riera de Capçanes conté l'avenc de la Fou. Aquest avenc presenta un fort pendent a l'entrada i, a uns quinze metres de fondària, un estany, que en temps de pluges sobreïx i crea un brollador que pot arribar a ser espectacular. És a unes dues hores a peu de la població.
Tota la part meridional del terme és molt accidentada; el sector septentrional és més pla. Així, tanquen des de llevant a ponent i fent la volta pel sud una carena que puja des de la riera cap als Estrets de Catà, que es va enlairant fins als 560 metres d'altitud. Després, ja cap al sud, emprèn la cinglera de l'Enderrocada, que s'enfila fins als 710 metres; continua cap al sud-oest, sempre en cinglera, fins al Portell de la Punta, a 694 metres d'altitud. Sempre resseguint la cinglera cap al sud, fins que aquesta es va suavitzant a la zona del Pla de Gansens, a uns 510 metres, aproximadament. Després trenca cap a ponent, passant per Portadeix i als contraforts del Montalt, de 749 m., però el cim del qual pertany a Tivissa. Aleshores, ja cap al nord-oest, baixa per les Penyes, passa ran de la Picossa, de 490 m., i que és dins del terme de Capçanes, i baixa per la Serra de Cavills i després per la Costa d'en Brull fins a arribar al damunt del pantà dels Guiamets.
Al costat nord, hi ha la Serra de l'Espasa, que arriba als 338 metres d'altitud, i el petit altiplà dels Marmellans, entre els 210 i els 294 metres d'altitud en el seu punt més elevat, continuació de la Serra de l'Espasa.

## El poble

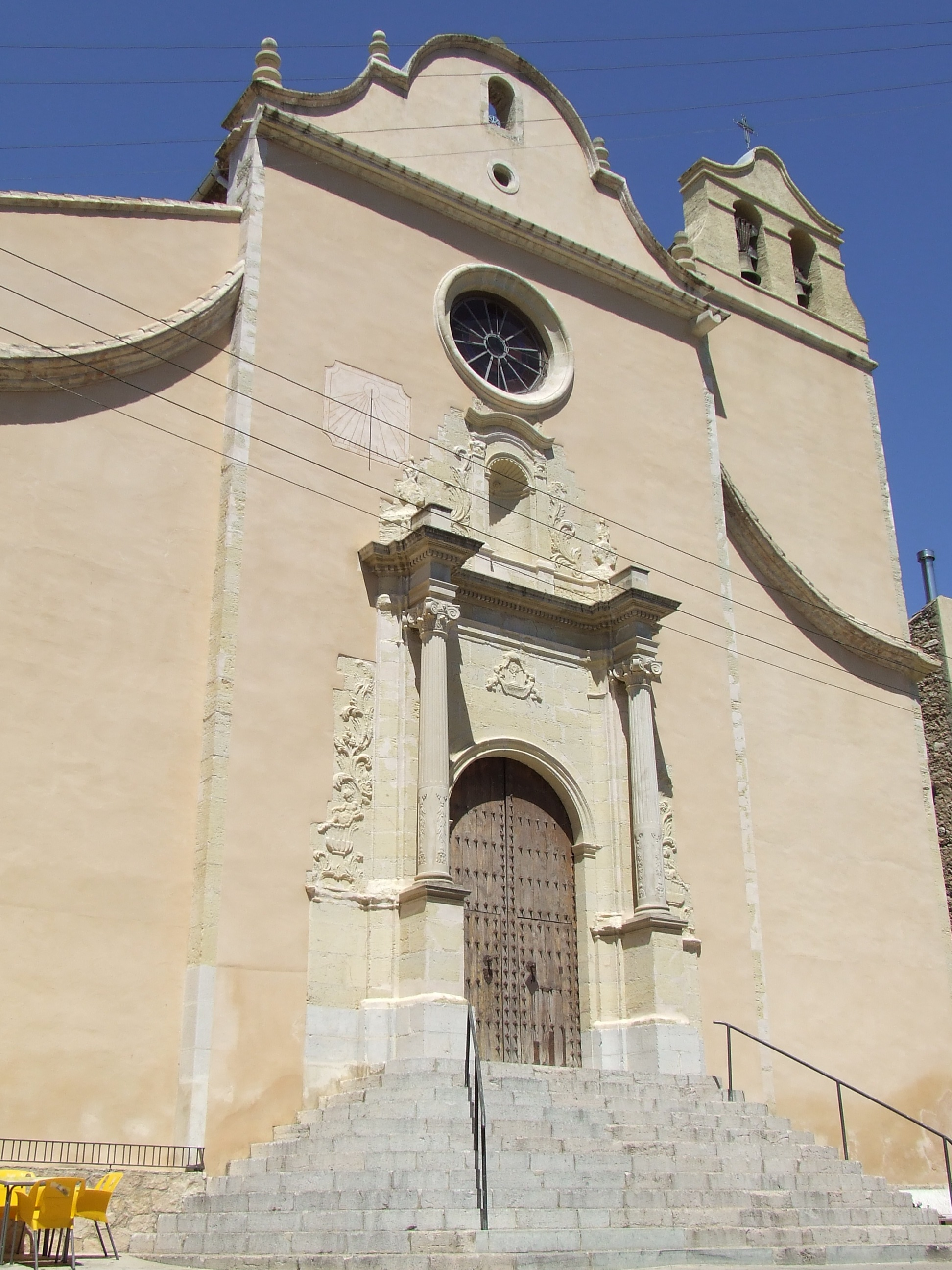
Església parroquial de la Nativitat de la Mare de Déu

El poble de Capçanes és l'únic nucli de població del terme. Es tracta d'un poble aturonat, com molts del Priorat, de manera que des del punt més alt tots els carrers salven un desnivell, algun d'ells considerable. La part antiga del poble no és en el punt més alt, on modernament s'hi han bastit els dipòsits de l'aigua, l'escola pública i el consultori mèdic, sinó en el vessant de llevant del turó. Al centre de Capçanes hi ha l'església parroquial i la placeta amb la Casa de la Vila.
L'església parroquial està dedicada a la Nativitat de la Mare de Déu, i la primera pedra es va posar el 1791. És de tres naus amb creuer i cúpula. Es tracta d'una obra del neoclàssic.

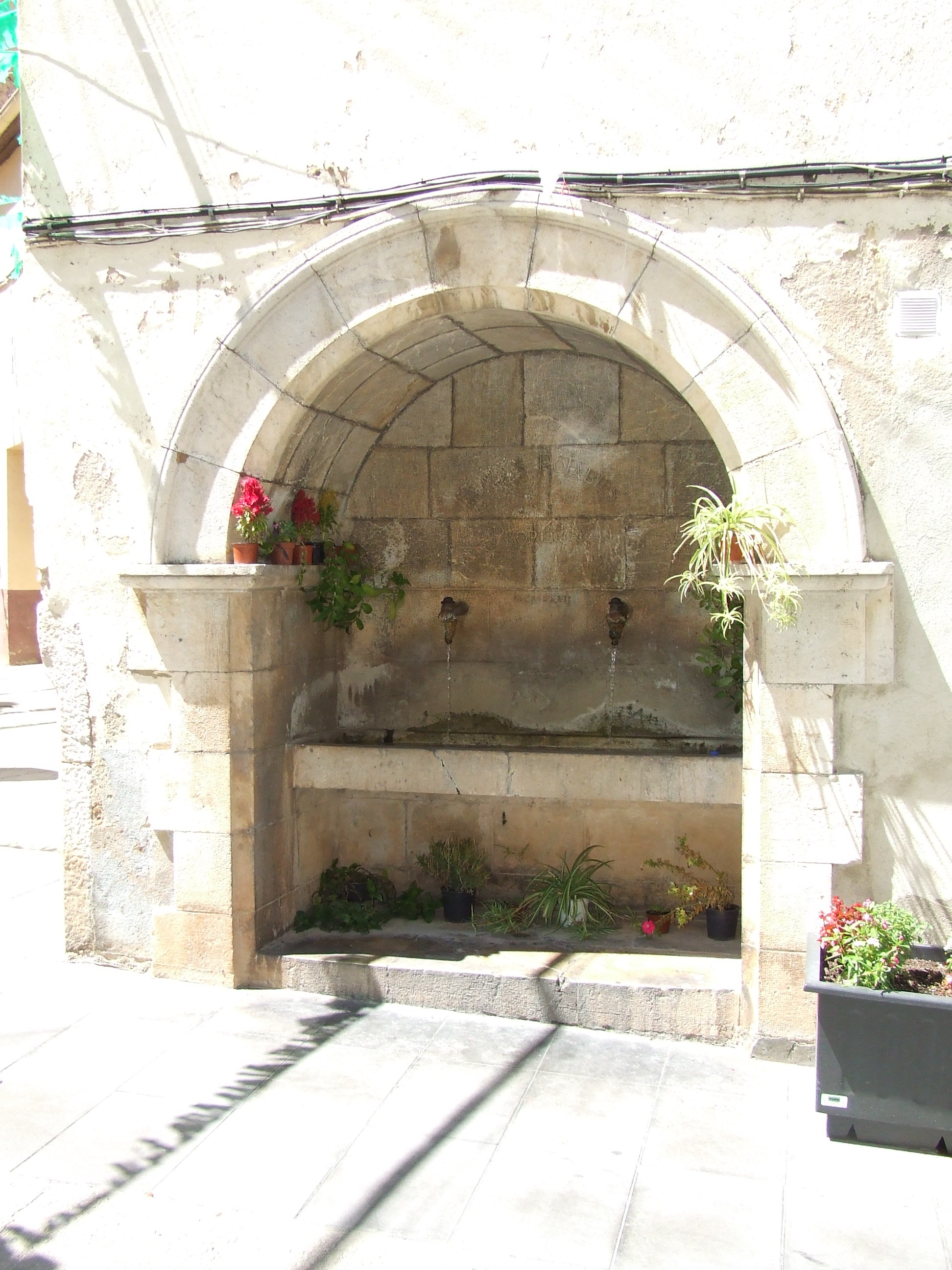
Font pública de Capçanes

L'església i la plaça de l'ajuntament són segurament els elements més antics de l'actual nucli de Capçanes, juntament amb el carrer circular que els mig envolta: el carrer de l'Abadia (que en terres tarragonines vol dir rectoria). És just en aquest sector on es troben els únics edificis destacables del poble. Cap d'ells, però, és gaire anterior a l'església parroquial.
Al centre de la vila destaca la font pública, que data de l'any 1932 i és una construcció arquitectònica peculiar, molt diferenciada de la majoria de fonts municipals que hi ha a la resta de la comarca.
En equipaments, a més de l'escola, centre d'assistència primària i els de tota la vida (ajuntament, parròquia, cementiri), hi ha un poliesportiu, piscina i Casal Cultural amb sala polivalent.
Hi ha nombroses masies disperses, però la majoria estan deshabitades, i algunes d'elles, rònegues.
A l'entrada del poble hi ha una zona enjardinada presidida per l'estàtua dedicada a Pere Joan Barceló i Anguera, "Carrasclet" (1687-1741).
Un lloc digne de ser visitat són les Fonts de Santa Rosalia o les Canals. És uns 300 metres del poble, cap al sud, i conté tota una àrea de lleure. L'aigua d'aquestes fonts és medicinal: segons la tradició popular, millora les malalties relacionades amb el fetge i la fel. És una àrea recreativa preparada per a passar un bon dia de camp. Té aigua, taules, tranquil·litat i un bon paisatge.
A les Festes Majors, últimament és típic que el Corbatín denunciï al poble per fer soroll entre altres coses.

## Història

### Prehistòria

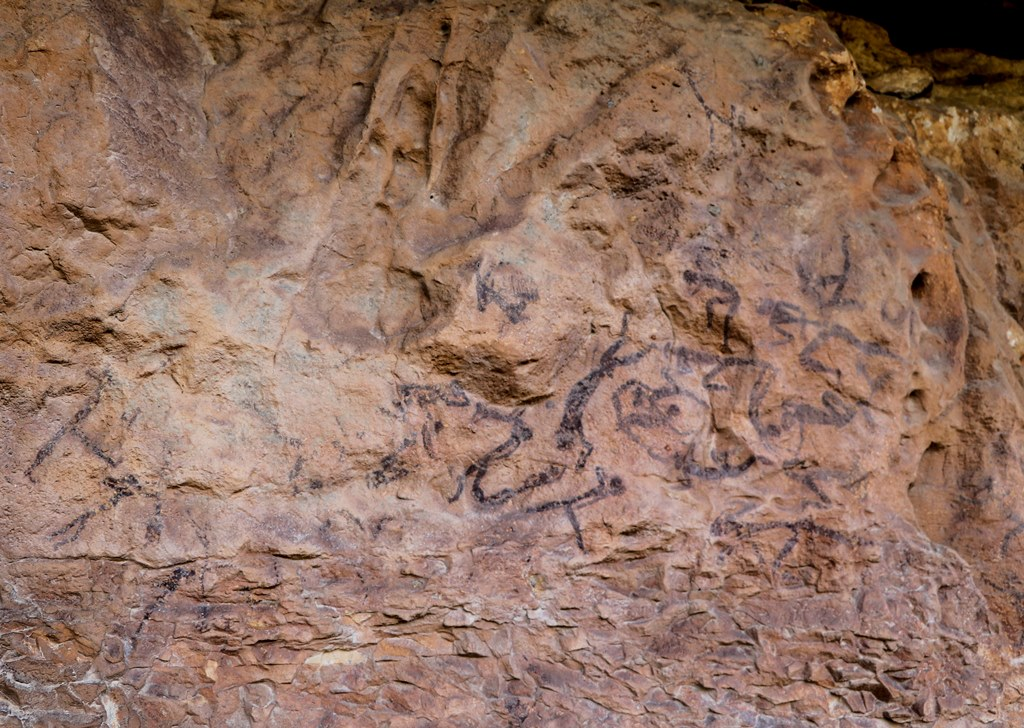
Pintura rupestre de la Vall II: Escena d'una matança

L'any 2006 es van trobar els deu primers conjunts de pintures rupestres de Capçanes en abrics rocosos (protegits per una cornisa natural) i es van documentar dos anys més tard.
El conjunt de pintures rupestres de Capçanes està format per una vintena de conjunts pictòrics, que representen més de 150 figures humanes, i d'animals, entre els quals hi ha un gran toro de 54 centímetres, un dels més grans documentats fins avui. Una altra de les singularitats que s'han descobert i que atorguen un pes específic a la zona de Capçanes, són tres gravats al sostre que representen tres cérvols.
Una altra escena és la representació d'una matança o sacrifici massiu. Els experts cataloguen les pintures de Capçanes com un dels descobriments més importants de pintura prehistòrica naturalista a Catalunya i un document únic per a la investigació des d'una perspectiva antropològica, social i etnogràfica.

### Edat antiga
A poca distància del poble, a uns 250 metres cap al nord, en els vessants de la Serra de l'Espasa es van fer nombroses troballes (ceràmica, monedes...) de les èpoques ibèrica i romana, que demostren l'antiguitat del poblament del lloc de Capçanes. Aquestes troballes són actualment al Museu de Reus.
El poblat ibèric, dels segles iii a I aC, primera Edat del ferro, ha estat molt destruït per les feines habituals del camp. És a la partida del Marmellar, vora el mas d'en Francisco. A partir d'aquestes troballes i d'altres de fetes en altres indrets, com la Cova del Vescat, s'han organitzat activitats pedagògiques relacionades amb les eines de sílex.

### Edat mitjana
Al segle xii Capçanes estava encara en territori dominat pels musulmans, juntament amb els seus pobles veïns.
En el segle xiii ja consta l'església de la Nativitat de Maria de Capçanes, tot i que estava inclosa en el gran terme parroquial de Tivissa.

### Edat moderna
Com molts altres pobles catalans, durant el segle xvi experimentà un fort creixement, que feu possible la construcció d'una primera església el 1583 i d'alguna de les poques cases que es conserven amb una certa antiguitat. L'emplaçament de la primera església era al lloc on ara hi ha la casa de la vila, davant per davant de l'església actual.
Dels esdeveniments posteriors, encara poc estudiats actualment, destaca la figura del Carrasclet, que tenia el refugi principal en el terme de Capçanes i a les serres que l'envolten, com la de Llaberia.

### Edat contemporània
Al segle xix les Guerres Carlines tingueren com a escenari aquest sector del Priorat, on dominaven els partidaris de Carles i, en canvi, els liberals hi entraven en ben comptades ocasions.
Pascual Madoz es refereix a Capçanes, Capsanes, en el seu Diccionario geográfico... del 1845. S'hi refereix dient que el poble és en una fondalada, combatut pels vents de ponent; el clima és sa, i les malalties més comunes són els refredats. Segons Madoz, en aquell moment tenia 110 cases, distribuïdes en cinc carrers i una plaça. L'església parroquial és dedicada a la Nativitat de Nostra Senyora, amb una única particularitat: una pintura de Maria Santíssima, sota l'advocació de la Misericòrdia. Té dues escoles, una, de nois, amb 32 alumnes, i l'altra, de noies, amb 12.
Sempre segons Madoz, el terme és de qualitat mitjana, quasi tot muntanyós, fertilitzat per dues rieres bastant cabaloses. La producció del terme és de blat, ametlles, figues i vi. Hi havia una mica de bestiar, caça i pesca. La indústria es redueix a una fassina d'aiguardent. La població és de 123 veïns (caps de casa) i 600 ànimes (habitants).
En la història de l'esport comarcal, Capçanes hi juga un cert paper: el primer i el segon classificats de la primera cursa ciclista del Priorat, el 1935, eren capçanencs.
El final de la Guerra civil espanyola, malgrat la proximitat de la batalla de l'Ebre, no fou especialment cruent, a Capçanes. El poble caigué en mans franquistes el 13 de gener del 1939, pràcticament sense combat, tot i que els tres dies anteriors es van donar fortes batusses al nord del poble: a Bellmunt i a Falset. Ara bé, de retruc, prou que havia rebut de les conseqüències de l'immediat Front de l'Ebre. Tanmateix, el fet que a les eleccions de la Segona República Espanyola guanyessin sempre les esquerres, a Capçanes, va fer que la repressió de la postguerra hi fos més dura que en altres pobles veïns.

#### Política

##### Política municipal
D'ençà les primeres eleccions democràtiques (1979), Capçanes ha tingut els alcaldes següents:
- Ramon Vernet i Vall (1979 - 1983)
- Pere Coll i Vernet (1983 - 1987)
- Jaume Antoni Vallès i Pena (1987 - 1999)
- Jaume Pena i Nolla (1999 - 2011)
- Joan Carles Garcia i Vaqué (2011 - 2017)
- Carlota Vallès Ferré (2017 - 2019)
- Lluís del Arca Martínez (2019 - 2023)
- Sergi Barceló Torrecillas (2023 - actualitat)

A part, des del 1979, Capçanes ha tingut els regidors següents: Joan Ramon Barceló Castellnou, Núria Barceló Nolla, Antoni Bonfill Vernet, Carme Castellnou Pelejà, Pere Coll i Vernet, Marcos Fernández Navarro, Gerard Ferré Margalef, Joan Carles Garcia Vaqué, Neus Juncosa Margalef, Josep Antoni Margalef Pelejà, Pere Josep Margalef Vallès, Francesc Mena Margalef, Rubén Navarro Comín, Carles Pelejà i Pasanau, Jaume Ramon Pena Nolla, Josep Pena Pena, Marcel Sedó i Bonfill, Jaume Antoni Vallès Pena, Severino Barceló, Ferran Ferré Muniesa, Leonor Ferré Coll, Rosa Consol Vernet Bargalló, Ramon Vernet Vall i Maria Teresa Vidal Góngora.
Els resultats per a les eleccions del 2011 van ser:
| Candidatura | Candidatura | Cap de llista                | Vots | Regidors | % vots |
| ----------- | ----------- | ---------------------------- | ---- | -------- | ------ |
|             | PSC-PM      | Joan Carles Garcia i Vaqué   | 187  | 6        | 69,78  |
|             | CiU         | Maria Teresa Vidal i Góngora | 51   | 1        | 19,03  |
| Total       | Total       | 280                          | 280  | 7        |        |

Així, per a la legislatura 2011-2015 la composició del ple de l'Ajuntament era la següent:
- Joan Carles Garcia Vaqué (PSC-PM), Alcalde, encarregat de l'àrea d'Urbanisme i Obres
- Antoni Bonfill Vernet (PSC-PM), 1r Tinent d'Alcalde, encarregat de l'àrea de Medi Ambient i Agricultura
- Neus Juncosa Margalef (PSC-PM), 2a Tinenta d'Alcalde, encarregada de l'àrea de Sanitat, Ensenyament i Gent Gran
- Núria Barceló Nolla (PSC-PM), Regidora encarregada de l'àrea d'Equipaments i Serveis
- Rubén Navarro Comín (PSC-PM), Regidor encarregat de l'àrea de Noves Tecnologies, Comunicació, Joventut i Esports
- Marcos Fernández Navarro (PSC-PM), Regidor encarregat de l'àrea de Festes, Cultura i Turisme
- Maria Teresa Vidal Góngora (CiU), Regidora

Els resultats per a les eleccions del 2015 van ser:
| Candidatura | Candidatura | Cap de llista              | Vots | Regidors | % vots |
| ----------- | ----------- | -------------------------- | ---- | -------- | ------ |
|             | CIU         | Joan Carles Garcia i Vaqué | 234  | 7        | 90     |
| Total       | Total       | 280                        | 280  | 7        |        |

A continuació es mostra un resum de les eleccions municipals des del 1979 a Capçanes.
Nombre de regidors per partit
| Junts                                                                                | -  | - | - | -  | - | - | - | - | - | - | 7 | -  |
| PSC                                                                                  | -  | - | - | -  | 3 | 5 | 4 | 6 | 6 | - | - | -  |
| PP                                                                                   | -  | 2 | - | -  | - | - | - | - | - | - | - | -  |
| ERC                                                                                  | -  | - | - | -  | 0 | - | 3 | 1 | - | - | - | 4  |
| ECP                                                                                  | -  | - | - | -  | - | - | - | - | - | - | - | -  |
| CUP                                                                                  | -  | - | - | -  | - | - | - | - | - | - | - | -  |
| VOX                                                                                  | -  | - | - | -  | - | - | - | - | - | - | - | -  |
| C's                                                                                  | -  | - | - | -  | - | - | - | - | - | - | - | -  |
| CiU                                                                                  | 2  | 5 | 7 | 4  | 4 | 2 | - | - | 1 | 7 | - | -  |
| PSUC                                                                                 | -  | - | - | -  | - | - | - | - | - | - | - | -  |
| UCD                                                                                  | -  | - | - | -  | - | - | - | - | - | - | - | -  |
| Altres                                                                               | 5a | - | - | 3b | - | - | - | - | - | - | - | 3c |
| Total                                                                                | 7  | 7 | 7 | 7  | 7 | 7 | 7 | 7 | 7 | 7 | 7 | 7  |
| a AE Per un poble unit; b Associació Independent de Capçanes; c Som Capçanes - SOMÇ; |    |   |   |    |   |   |   |   |   |   |   |    |

##### Altres eleccions
A les eleccions del 2012 al Parlament de Catalunya, els resultats al municipi de Capçanes van ser els següents:
| Candidatura | Candidatura   | Cap de llista          | Vots | Regidors | % vots |
| ----------- | ------------- | ---------------------- | ---- | -------- | ------ |
|             | CiU           | Artur Mas              | 104  |          | 36,87  |
|             | ERC           | Oriol Junqueras        | 81   |          | 28,72  |
|             | CUP           | David Fernández        | 29   |          | 10,28  |
|             | PPC           | Alicia Sánchez-Camacho | 21   |          | 7,44   |
|             | PSC           | Pere Navarro           | 20   |          | 7,09   |
|             | ICV-EUiA      | Joan Herrera           | 16   |          | 5,67   |
|             | C's           | Albert Rivera          | 3    |          | 1,06   |
|             | Vots en blanc |                        | 1    |          | 0,35   |
|             | Altres        |                        | 7    |          | 3,55   |
| Total       | Total         | 283                    | 283  |          | 83,73  |

## Activitat econòmica
Tot i que les tres quartes parts del terme no es treballen, i són bosc o erms, la vinya té un paper important: la meitat de la terra conreada. El regadiu és escàs, però hi ha avellaners, ametllers, oliveres i alguns arbres fruiters.
Una part important de la població treballa a la indústria -la major part als pobles veïns de Marçà i Falset, o més enllà- o combina aquesta activitat amb l'agricultura.

## Festes i tradicions
L'últim cap de setmana de juliol se celebra la Festa Major en honor dels copatrons, els sants Abdó i Senén. Destaca el tercer dia de festes majors on és celebra la diada dels Barbis, una organització local que fa broma i cada any sorpren amb un nou espectacle a la pista poliesportiva 
El setembre, com en molts pobles vitivinícoles, se celebra la festa en honor de Santa Rosalia, conjuntament amb la "Festa del Raïm i del Vi" (primera setmana del mes). Dona testimoni de la importància de la collita en la vida del poble per un costat aquesta festa, i per l'altre, el mosaic de Francesc Carulla que il·lustra un poema de Marià Manent intitulat "Veremadores" que es troba en el vestíbul de la Casa de la Vila.
El Casal Cultural, que participa activament en l'organització de les festes populars, fa de dinamitzadora cultural del poble. Disposa de biblioteca, de gegants i d'un grup de grallers.

## Serveis turístics
Al terme de Capçanes hi ha un únic establiment turístic, una casa rural al centre del poble, cal Benito. També es pot menjar alguna cosa en els bars de la població.

## Comunicacions

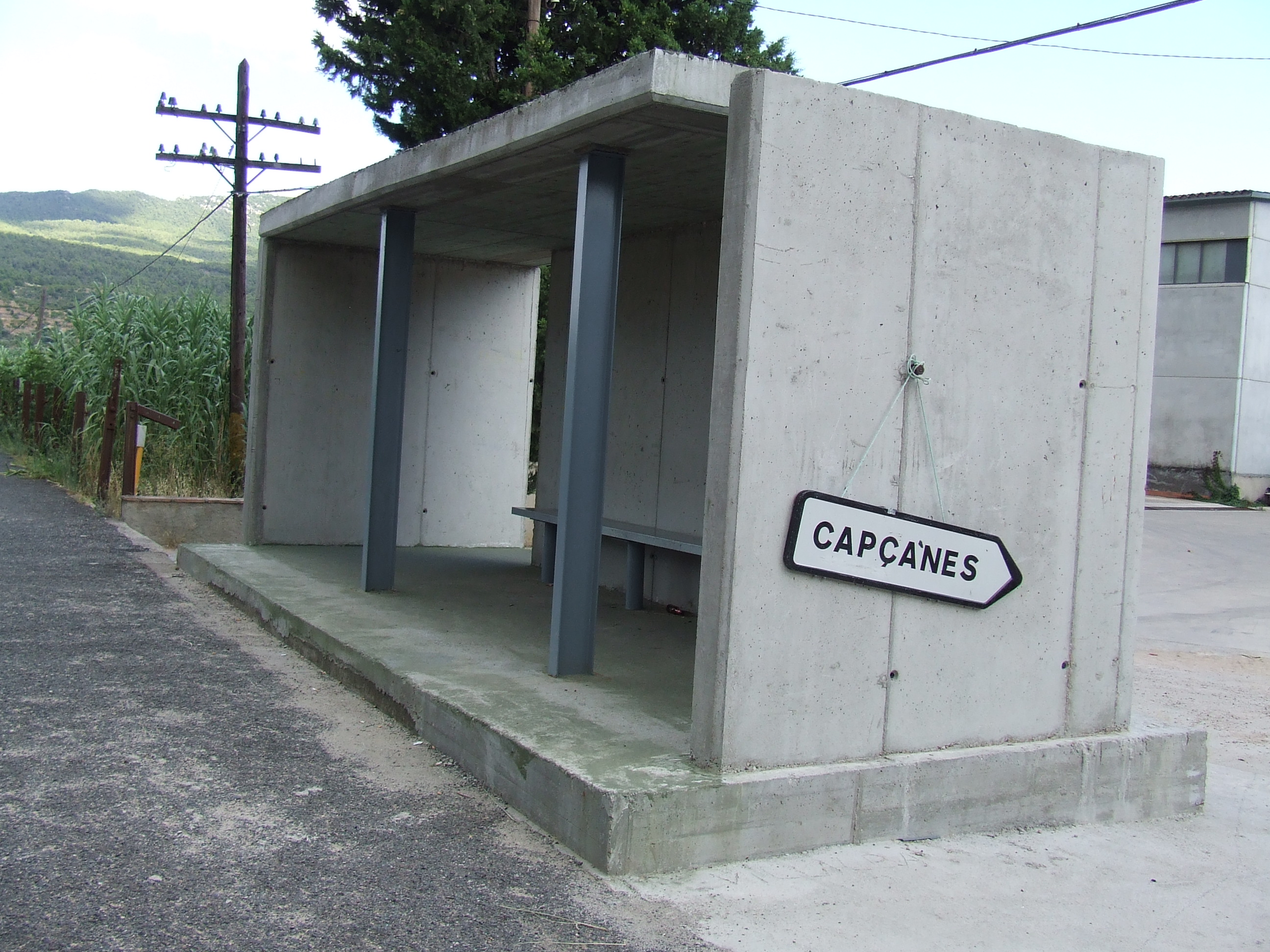
Estació -baixador- de tren de Capçanes

Capçanes té una sola carretera, amb final al poble: la TV-3002 (Capçanes-Marçà), de 4 quilòmetres, tot i que té dos enllaços, per carreteres locals, amb la N-420, a través de la carretera anterior i de la local que l'enllaça amb els Guiamets. Hi ha també diversos camins rurals transitables, alguns d'ells asfaltats.
Travessa el municipi la línia de ferrocarril de la RENFE de la línia de Barcelona a Madrid per Móra la Nova. Té estació de ferrocarril pròpia; l'anterior és la de Marçà-Falset, i la posterior, la dels Guiamets. En el tram que passa per aquest terme, la via fèrria s'obre pas en la terra a través de nombrosos túnels i trinxeres. L'estació és un simple baixador més semblant a una precària parada d'autobús que no pas a una estació de tren.
Cinc trens diaris en direcció Tarragona i sis cap a Móra la Nova enllacen Marçà amb la resta d'estacions, tot i que cadascun d'ells pot tenir un destí diferent en direcció ponent (Saragossa, Casp, Flix o Móra la Nova, sortint tots ells de Barcelona, passant per Reus i Tarragona), o un origen diferent en direcció llevant (tots, però, passen per les grans ciutats que acabem d'esmentar) i tenir parada o no a les estacions considerades secundàries.
Segons la Guia de mobilitat en transport públic de la Generalitat de Catalunya, no hi ha cap servei públic d'autobusos que tingui parada a Capçanes.
Pel sud-est del terme passa el GR-7 (Andorra - Fredes), en el seu tram entre Llaberia i Tivissa.

## Demografia
| 1497 f | 1515 f | 1553 f | 1717 | 1787 | 1857 | 1877 | 1887  | 1900 | 1910 |
| ------ | ------ | ------ | ---- | ---- | ---- | ---- | ----- | ---- | ---- |
| 7      | -      | -      | -    | -    | 805  | 869  | 1.034 | 882  | 961  |

| 1920 | 1930 | 1940 | 1950 | 1960 | 1970 | 1981 | 1990 | 1992 | 1994 |
| ---- | ---- | ---- | ---- | ---- | ---- | ---- | ---- | ---- | ---- |
| 986  | 866  | 698  | 723  | 658  | 528  | 455  | 430  | 408  | 408  |

| 1996 | 1998 | 2000 | 2002 | 2004 | 2006 | 2008 | 2010 | 2012 | 2014 |
| ---- | ---- | ---- | ---- | ---- | ---- | ---- | ---- | ---- | ---- |
| 409  | 411  | 401  | 413  | 402  | 408  | 408  | 431  | 421  | 411  |

| 2016 | 2018 | 2020 | 2022 | 2024 | 2026 | 2028 | 2030 | 2032 | 2034 |
| ---- | ---- | ---- | ---- | ---- | ---- | ---- | ---- | ---- | ---- |
| 392  | 398  | 392  | 407  | 428  | -    | -    | -    | -    | -    |